# Mercedes-AMG E-Клас
Mercedes-AMG E-Клас — спортивні автомобілі бізнес-класу, що виробляються тюнінговим ательє Mercedes-AMG на основі серійних моделей Mercedes-Benz E-Класу з 1995 року.

## Mercedes-Benz W124 AMG

### 300E AMG Hammer

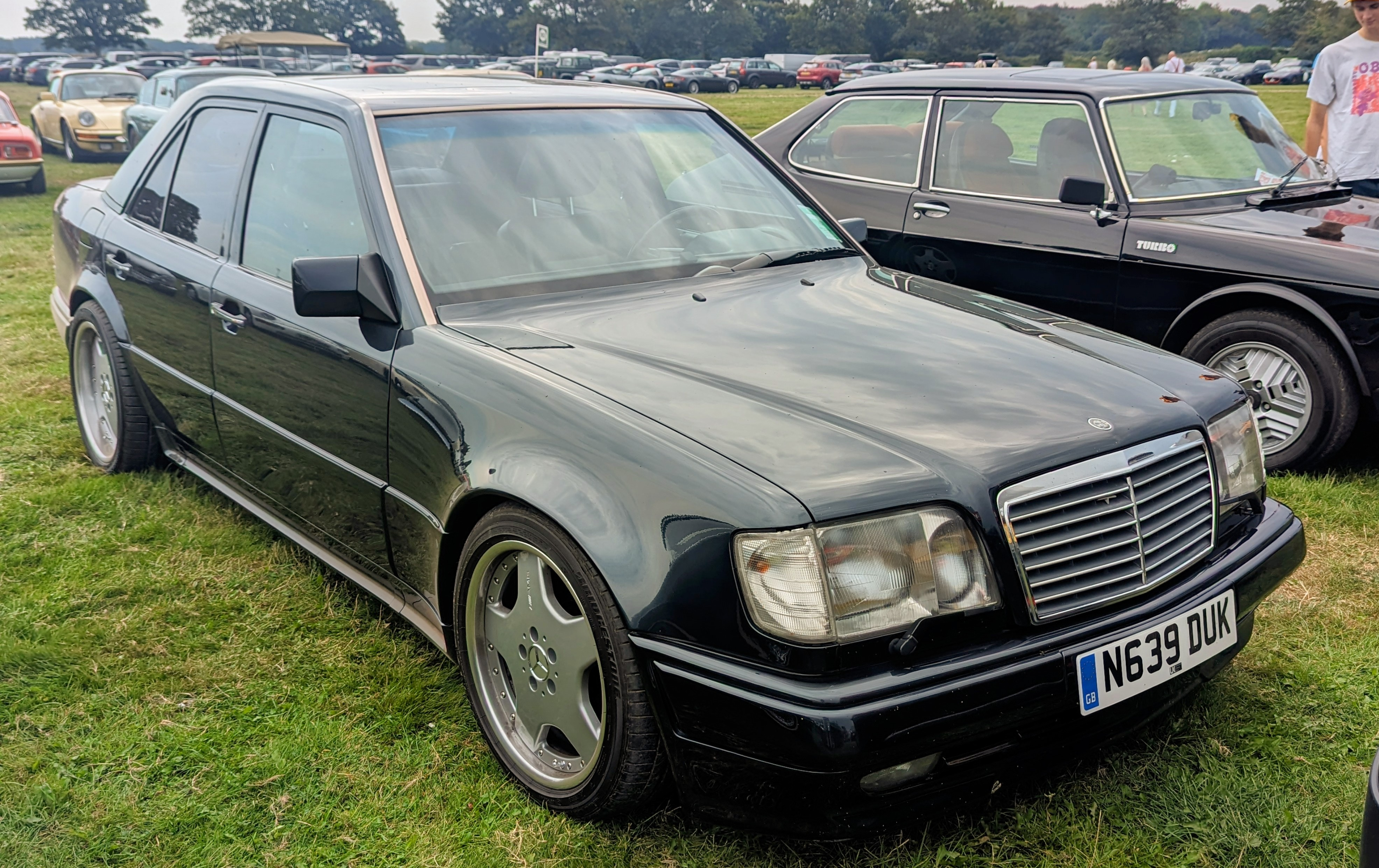
Mercedes-Benz E60 AMG

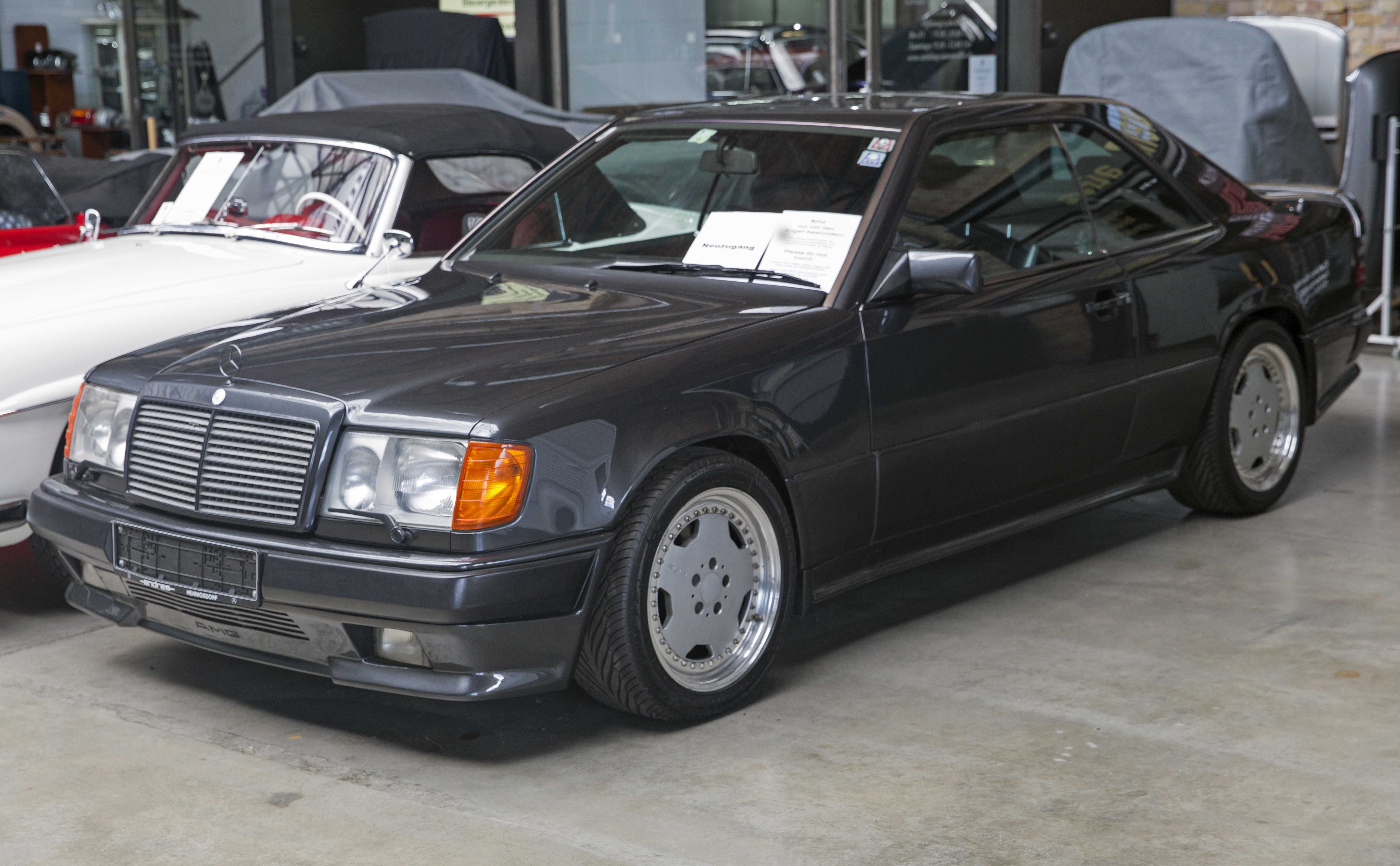
Mercedes-Benz 300CE-24 3.4 AMG

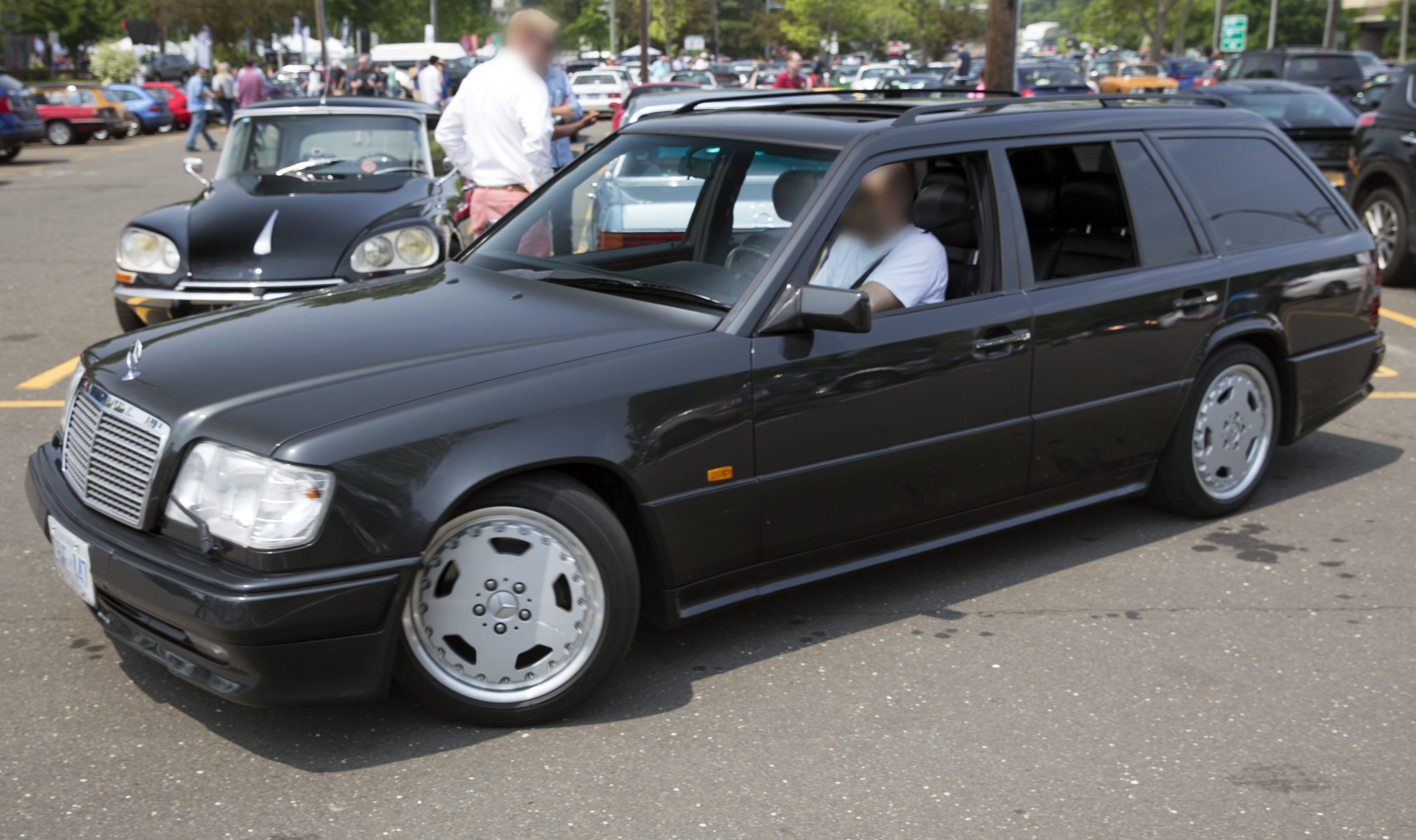
Mercedes-Benz E36T AMG

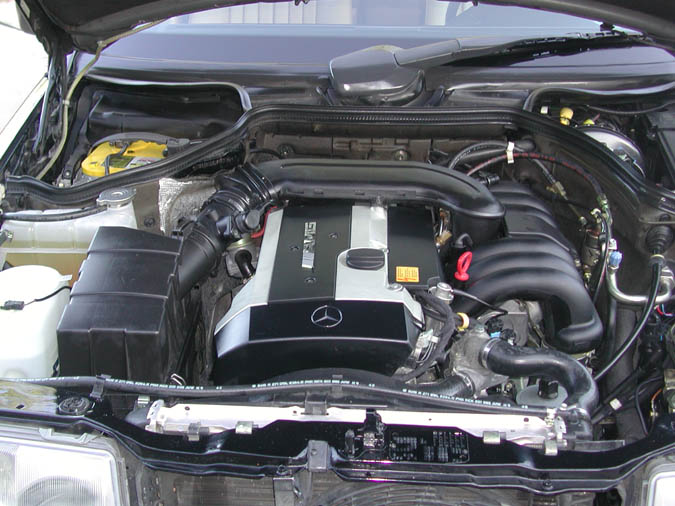
Двигун M 104 E 36 від Mercedes-Benz E 36 AMG

Mercedes-Benz 300 E AMG Hammer являє собою седан 300 Е з встановленим у нього двигуном V8 об'ємом 5,6 л (M117) від 560 SEC потужністю 360 к.с. при 5500 об/хв і з обертовим моментом 510 Нм при 4000 об/хв. 300 Е 5,6 AMG розганявся до сотні за 5,4 с і розвивав максималку 303 км/год. Крім того можна було встановити «вісімку» M117 зі збільшеним до 6,0 л об'ємом, потужність і крутний момент якої становили 385 к.с. при 5500 об/хв і 566 Нм при 4000 об/хв відповідно. Розгін останнього до сотні займав 5,0 секунд і набирав максимальну швидкість 306 км/год. Двигун агрегатувався з 4-ступінчастим автоматом від S-класу і диференціалом Gleason-Torsen.
У серпні 1987 року журнал "Road & Track" писав про нього: «седан, який їде як Ferrari Testarossa».
На автомобіль була встановлена підвіска від AMG з укороченими пружинами і жорсткішими амортизаторами, 17-дюймові литі диски та шини Pirelli P700 розмірністю 215/45VR-17 спереду і 235/45VR-17 ззаду. Завдяки передньому і задньому спойлерам і бічним спідницям коефіцієнт аеродинамічного опору становив 0.25.
Кількість випущених автомобілів невідомо.

### 300E 3.4 AMG
З 1991 по 1993 рік виготовлялася модель Mercedes-Benz 300 E 3.4 AMG (W124) з двигуном M 104 E 34 об'ємом 3314 см³, потужністю 272 к.с. (200 kW) при 6500 об/хв, крутним моментом 330 Нм при 4500 об/хв.

### E36 AMG
З 1993 по 1996 рік виготовлялася модель Mercedes-Benz E 36 AMG (W124) з двигуном M 104 E 36 об'ємом 3606 см³, потужністю 265-272 к.с. (195-200 kW) при 5750 об/хв, крутним моментом 385 Нм при 3750–4500 об/хв.

### E60 AMG
З 1993 по 1994 рік виготовлялася модель Mercedes-Benz E 60 AMG (W124) з двигуном M 119 E 60 об'ємом 5956 см³, потужністю 381 к.с. (280 kW) при 5500 об/хв, крутним моментом 580 Нм при 3750 об/хв.

## Mercedes-Benz W210 AMG (1995-2002)

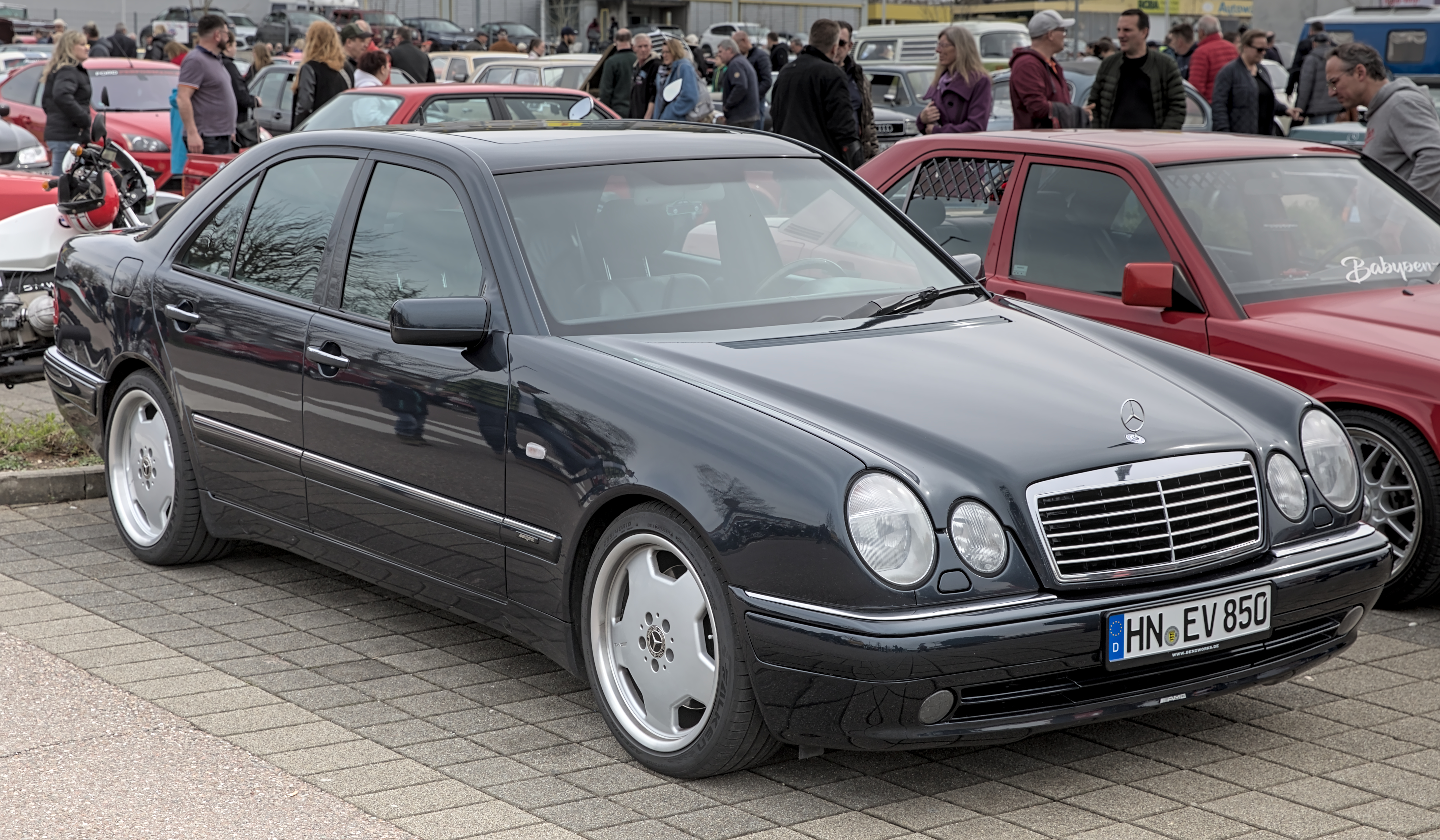
Mercedes-Benz E50 AMG

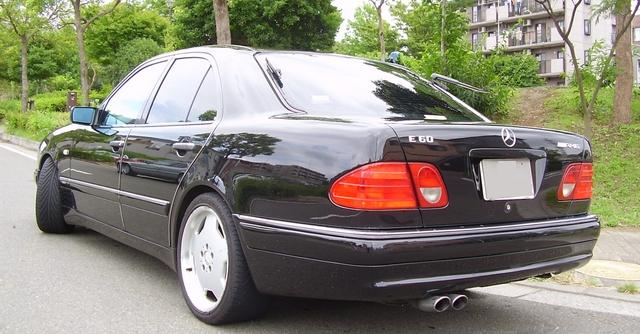
Mercedes-Benz E60 AMG

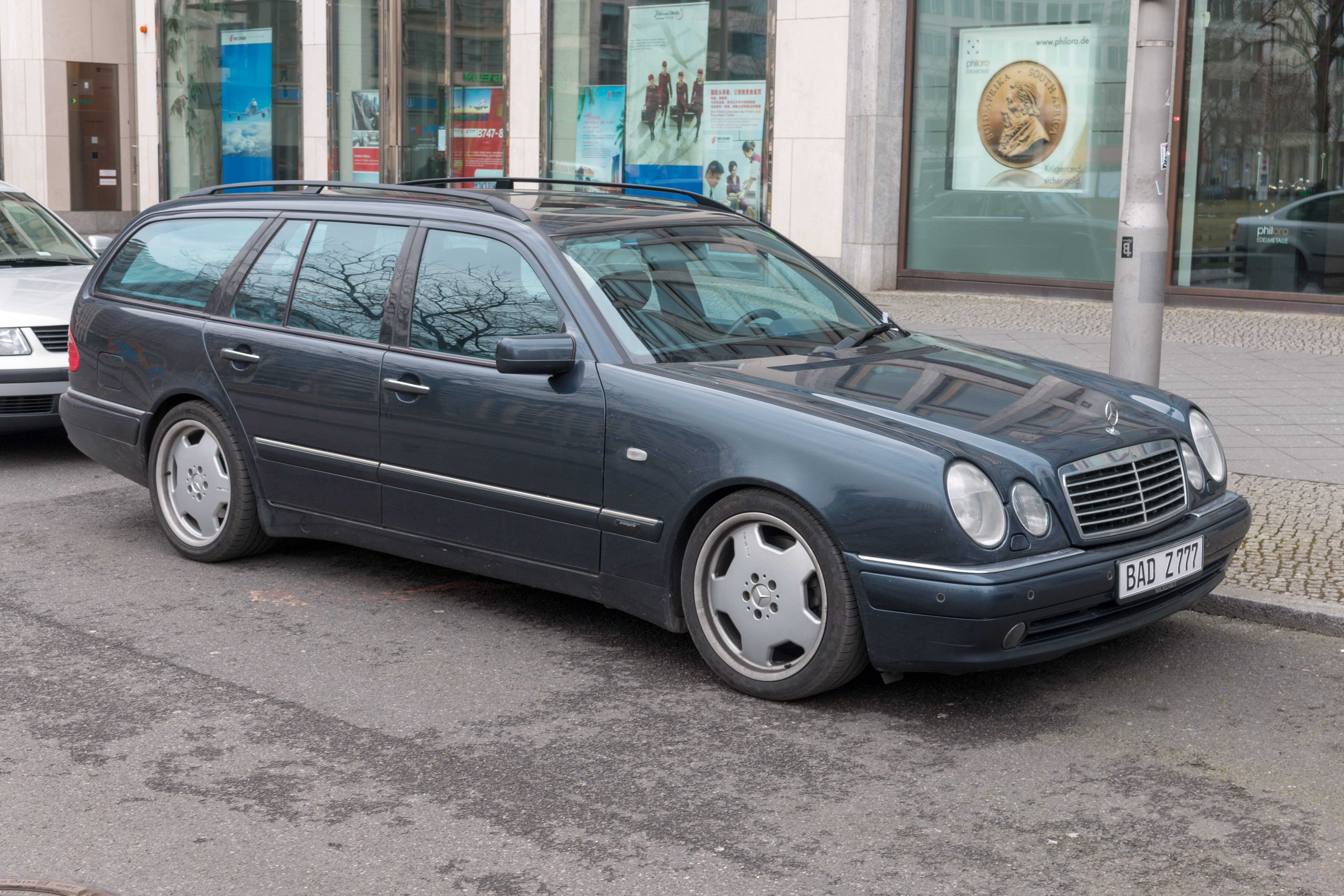
Mercedes-Benz E55 AMG T

AMG використовували 4 двигуна в моделях W210. Перша модель була E36 з 6-циліндровим рядним двигуном M104.995 потужністю 280 к.с., виготовлялась з 1995 по 1996 роки. Потім з'явилася E50 AMG з 8-циліндровим двигуном M119.985 потужністю 347 к.с., яка продавалася з 1996 по 1997 роки. В 1998 році з'явилася модель E55 з двигуном M113 в 5.5 літра V8 SOHC 24V з потужністю в 354 к.с., яка продавалася до 2002 року. На вершині модельного ряду стояла модель E60 AMG з 6,0 літровим V8 M119 потужністю 381 к.с. (1996–1998).

### E36 AMG
У 1995 році з'явилася перша модель, модифікована тюнінг-ательє AMG - E36 AMG, яка є рідкісним автомобілем в лінійці продуктів AMG через низьке число випущених копій і малу тривалість виробництва. На базі W210 автомобіль випускався в 1995-1996 роках і не був доступний на ринку США. В Австралії вартість становила 185 000 австралійських доларів і було продано тільки 29 одиниць модифікації.
Mercedes-Benz E36 AMG комплектувався 3.6-літровим двигуном M104.995 потужністю 280 к.с., розганявся автомобіль з 0 до 100 км/год за 6.7 секунд. Максимальна швидкість була обмежена на позначці в 250 км/год (електронне обмеження). Робочий об'єм 3.6 літра був отриманий шляхом установки колінчатого вала від двигуна 350SD в двигун М104. Такий же силовий агрегат використовувався на моделях Mercedes-Benz C36 AMG (W202) і E36 AMG (W124).

### E50 AMG
Модель E50 AMG виготовлялася з 1995 по 1997 рік і не була доступна на ринку США. Вона оснащувалася 5-літровим V8 (DOHC, 4 клапани на циліндр) двигуном M119.985 потужністю 347 к.с. при 5550 об/хв. Крутний момент становив 481 Нм при 3200-4400 об/хв. Такий же силовий агрегат встановлювався на автомобілі Mercedes-Benz S500 і SL500. Mercedes-Benz E50 AMG оснащували 5-ступінчастою автоматичною коробкою передач серії 722.60x. В результаті швидкість розгону з 0 до 100 км/год за заявою виробника становила 6.2 секунди (за тестами німецького видання Auto Motor und Sport від 9/96 - 5.8 секунди). Максимальна швидкість складала 270 км/год.
Всього було випущено близько 2870 одиниць E50 AMG. Зовнішній вигляд автомобіля перейняли моделі E55 1998 і 1999 років.

### E55 AMG
У 1998 році на зміну E50 прийшла модель E55 AMG, яку почали експортувати на ринок США.
На автомобіль встановлювали 8-циліндровий SOHC (3 клапани на циліндр) двигун M113 об'ємом 5.5 літра, який видавав потужність в 354 к.с. при 5550 об/хв. Крутний момент становив 530 Нм при 3150-4500 об/хв. Як і на попередніх версіях блок циліндрів двигуна виконувався методом лиття під тиском. Силовий агрегат оснащувався 5-ступінчастою автоматичною коробкою передач серії 722.6.
Швидкість розгону автомобіля з 0 до 100 км/год становила 5.4 секунди для седана і 5.7 з для версії в кузові універсал. Німецькому виданню Auto Motor und Sport в 1998 році вдалося розігнати автомобіль за 5.3 секунди, тест-драйви журналу Car and Driver показали цифри в діапазон 4.9-5.5 секунди [24]. Максимальна швидкість складала 250 км/год (електронне обмеження). За запитом клієнта на автомобіль могла бути встановлена система повного приводу 4MATIC.
Рестайлінг 1999 року торкнувся і AMG моделі лінійки E-класу. За запитом клієнта на автомобіль встановлювалися 18-дюймові AMG диски, спортивна підвіска, AMG / Avantgarde передні і задні панелі кузова з «динамічними» бічними спідницями, гальмівна система AMG, протитуманні фари, блакитні скла і ксеноновая передня оптика. Салон автомобіля був виконаний з ексклюзивної шкіри «Кондор» і високоякісної деревини клена і оснащувався мультиконтурні спортивними сидіннями AMG з підігрівом. У розпорядженні водія і пасажирів були багатофункціональний комп'ютер, автоматична система клімат-контролю, акустична система Bose, люк і телескопічне, багатофункціональне спортивне кермо AMG, оброблений шкірою. Більшість з цих опцій були стандартом для Північної Америки.

### E60 AMG
З 1996 по 1998 рік випускалася топова версія E60 AMG з 6.0-літровим V8 двигуном M119.985, який мав потужність в 381 к.с. (280 кВт). Розгін автомобіля з 0 до 100 км/год становив 5.1 секунди.
Крім того, існувала також найраніша версія з індексом E60 AMG, що випускалася в 1996 році, під капотом у якій знаходився 6.3-літровий двигун M119, що розвивав потужність в 405 к.с. (298 кВт) і 616 Нм крутного моменту

## Mercedes-Benz W211 AMG (2002-2009)

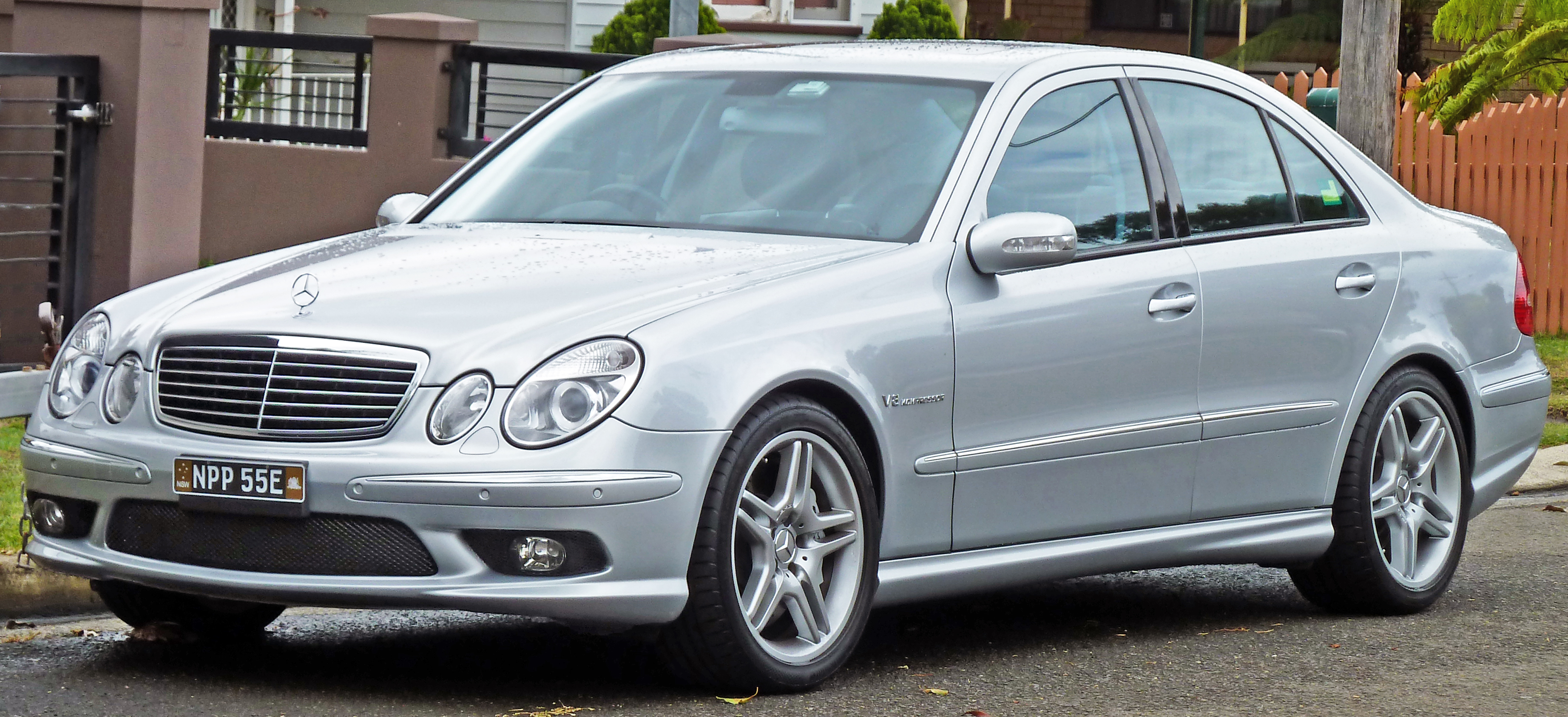
Mercedes-Benz E55 AMG (W211) (2002–2006)

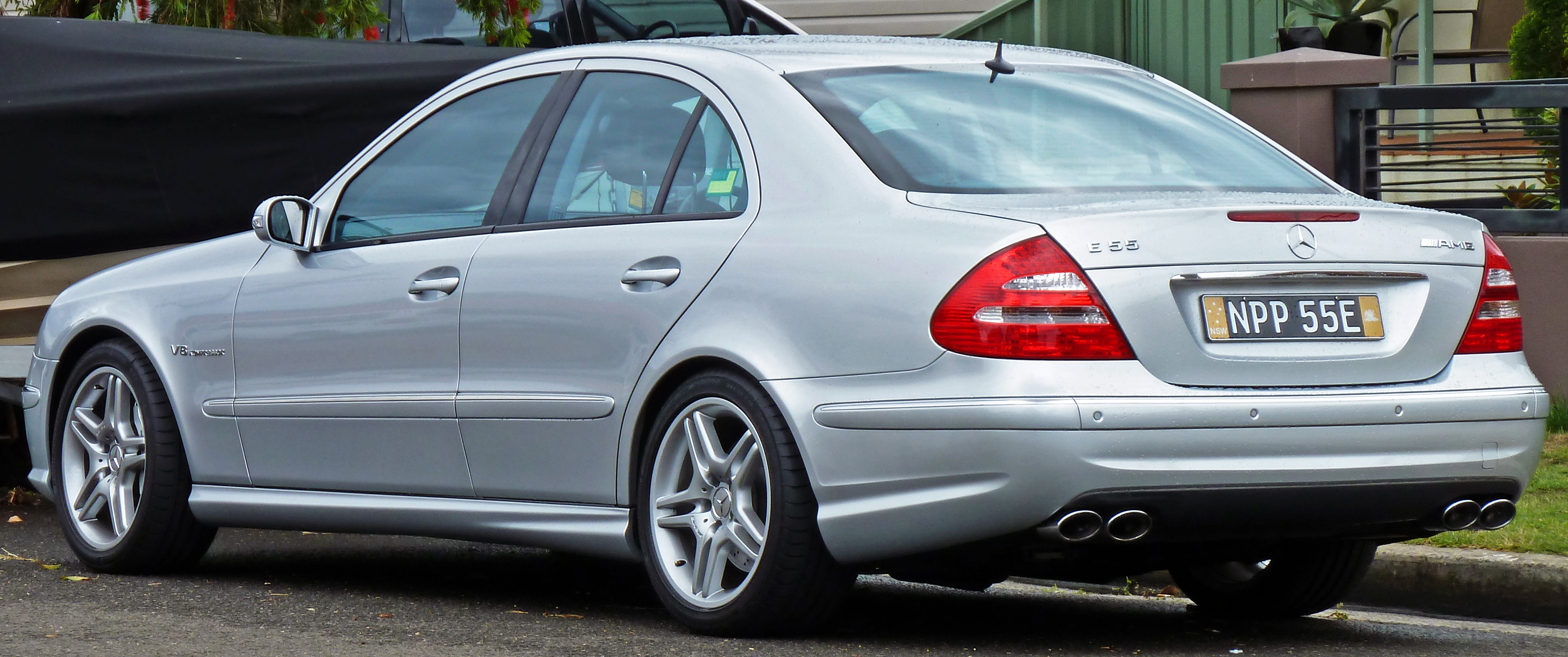
Mercedes-Benz E55 AMG (W211) (2002–2006)

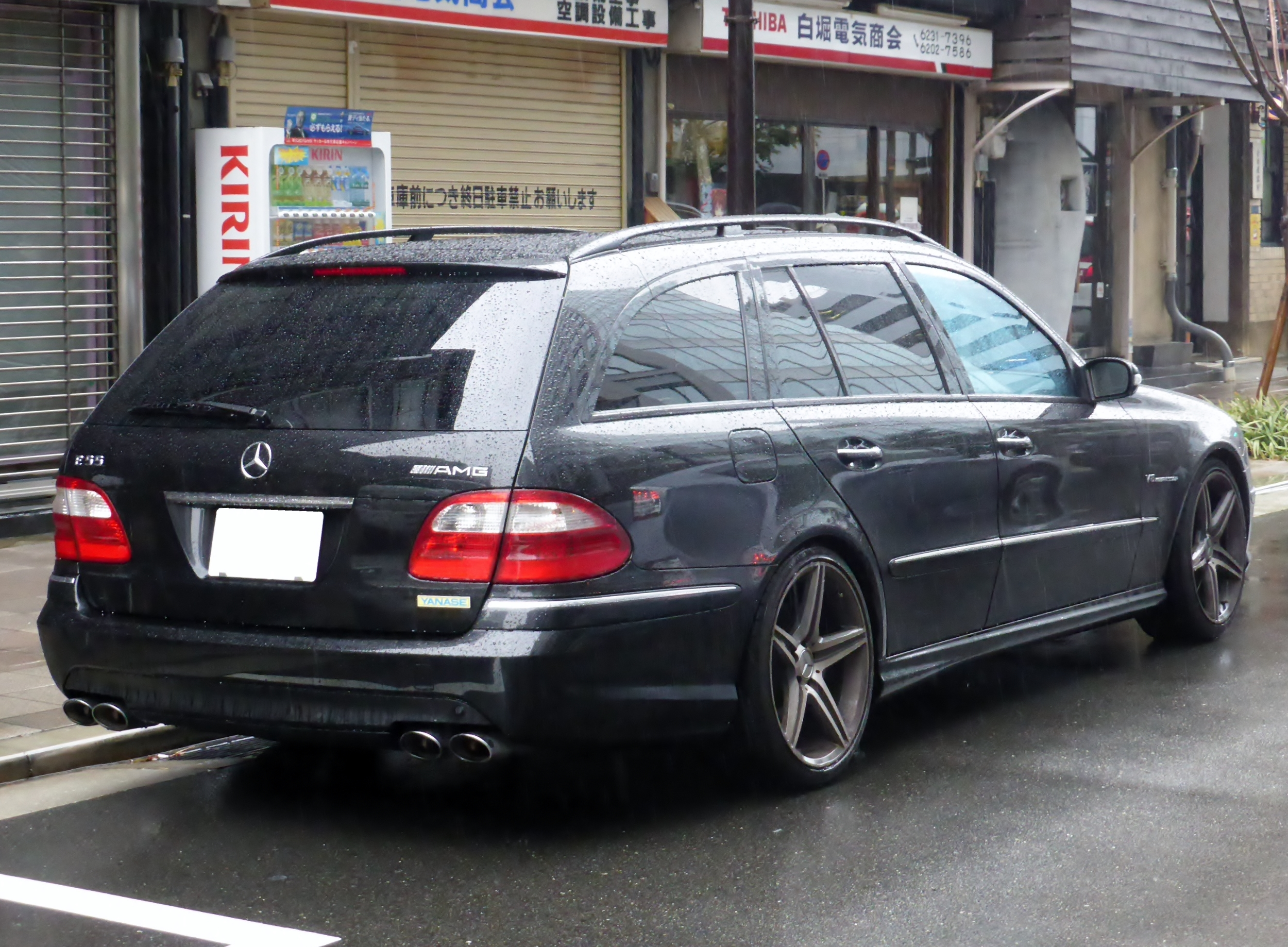
Mercedes-Benz E55 AMG (S211) (2002–2006)

### E55 AMG
У жовтні 2002 року вийшов E 55 AMG розроблений на основі Mercedes-Benz E-Класу (W211). Автомобіль пропонується в кузові седан і універсал.
Двигун транспортного засобу розроблений на основі бензинового M113 V8 від E 500, який був переглянутий спеціалістами AMG з додаванням компресора. Він забезпечує потужність 476 к.с. (350 кВт) і максимальний крутний момент 700 Нм. Прискорення від 0 до 100 км/год авто займає 4,7 секунди.
Автомобіль відрізняється від інших моделей наявністю пневматичної підвіски AIRMATIC DC, що входить в стандартну комплектацію, а гальма є спортивними. У порівнянні з попередньою топ-моделлю, E 500, передня вісь має вісім поршнів гальмівного циліндра з кожного боку. Зовні автомобіль можна відрізнити за стилістикою AMG, що полягає в іншому передньому бампері з сіткою, оригінальних колесах AMG, бічних позначках "V8 Kompressor" і чотирма трубами вихлопної системи з заднім дифузором.
E 55 AMG виготовлявся до середини 2006 року, а потім був замінений новою моделлю E 63 AMG замінив, двигун якої розроблений виключно спеціалістами AMG.

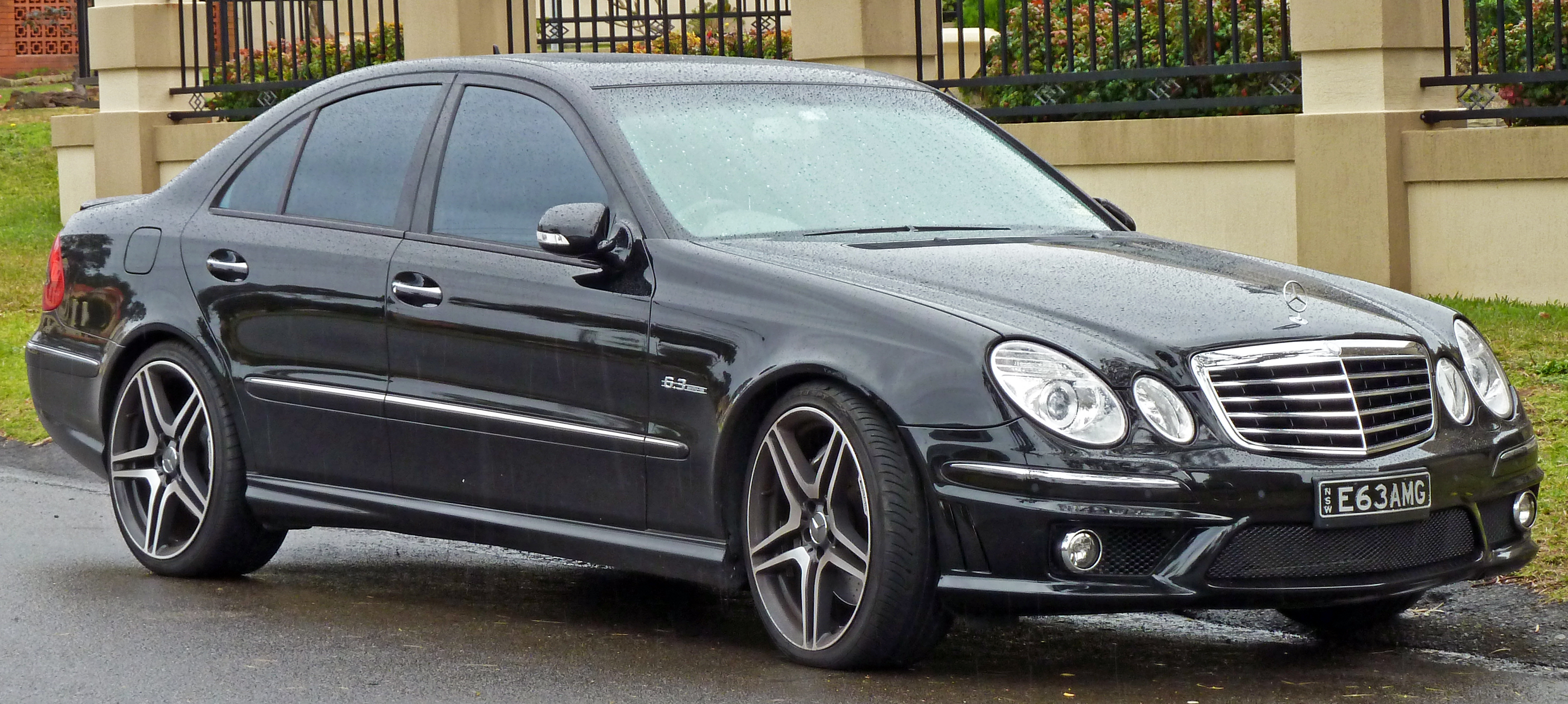
Mercedes-Benz E63 AMG (W211) (2006–2009)

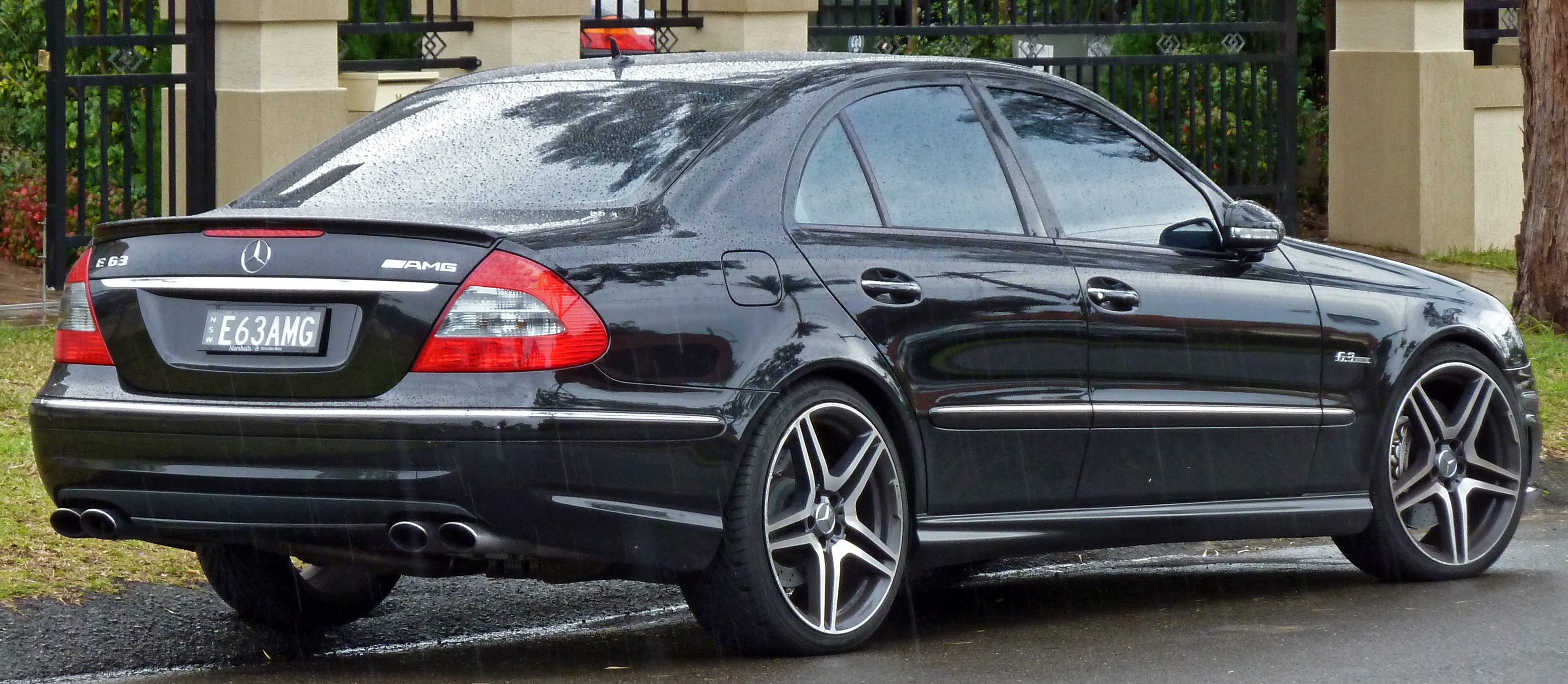
Mercedes-Benz E63 AMG (W211) (2006–2009)

### E63 AMG
У квітні 2006 року на міжнародному автосалоні в Нью-Йорку, представили E 63 AMG. На відміну від попередньої моделі E 55 AMG спеціалісти з AMG вручну збирають атмосферні двигуни без компресорів, у результаті чого крутний момент є меншим ніж в E 55 AMG. 6,2 літровий V8 забезпечує потужність 514 к.с. (378 кВт) при 6800 оборотах на хвилину і пропонує максимальний обертовий момент 630 Нм при 5200 оборотах на хвилину. Прискорення від 0 до 100 км/год відбувається за 4,5 секунди (4,6 для універсала).

## Mercedes-Benz W212 AMG (2009—2016)

### Атмосферна версія E63 AMG

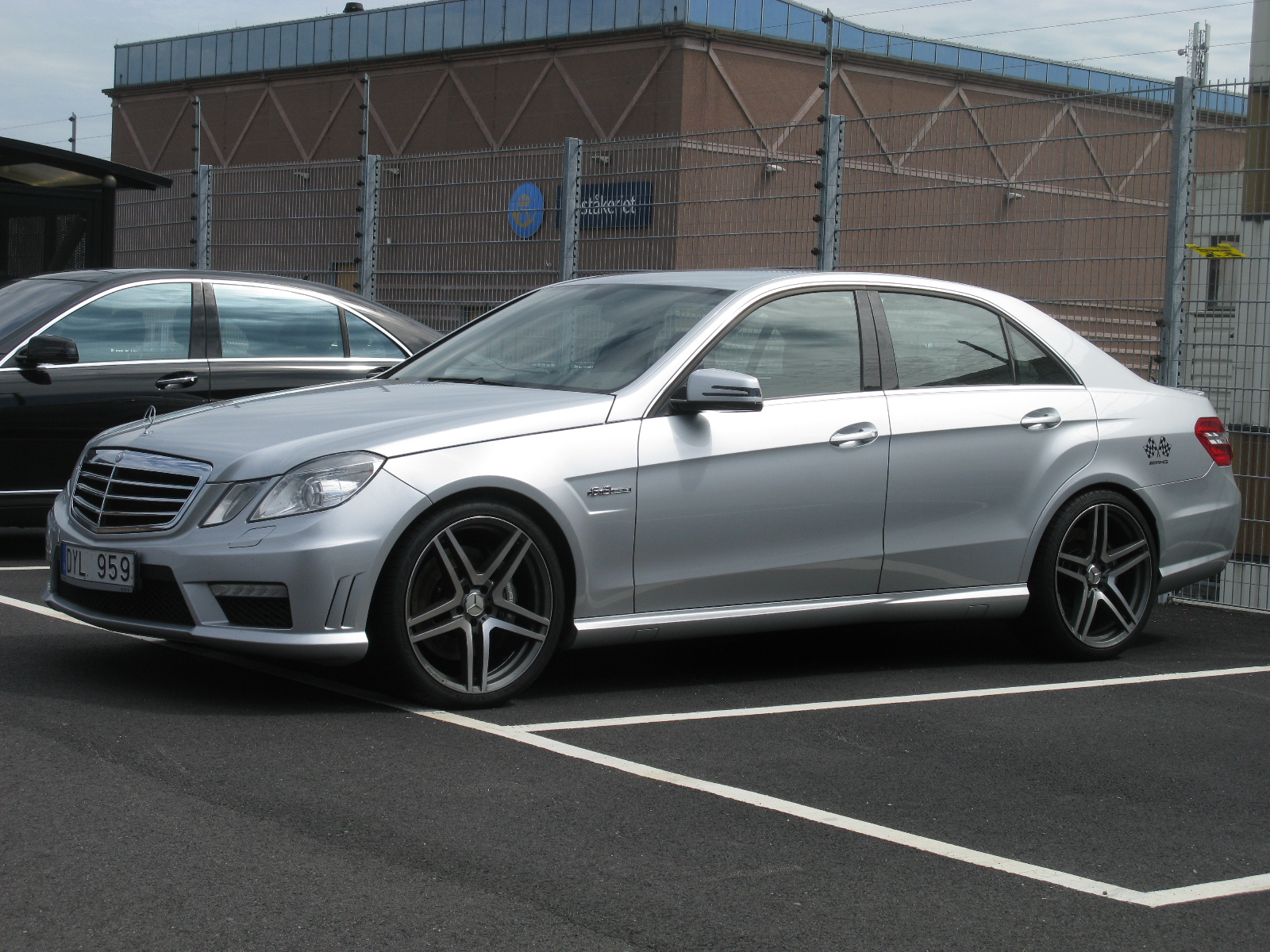
Mercedes-Benz E63 AMG (2009-2013)

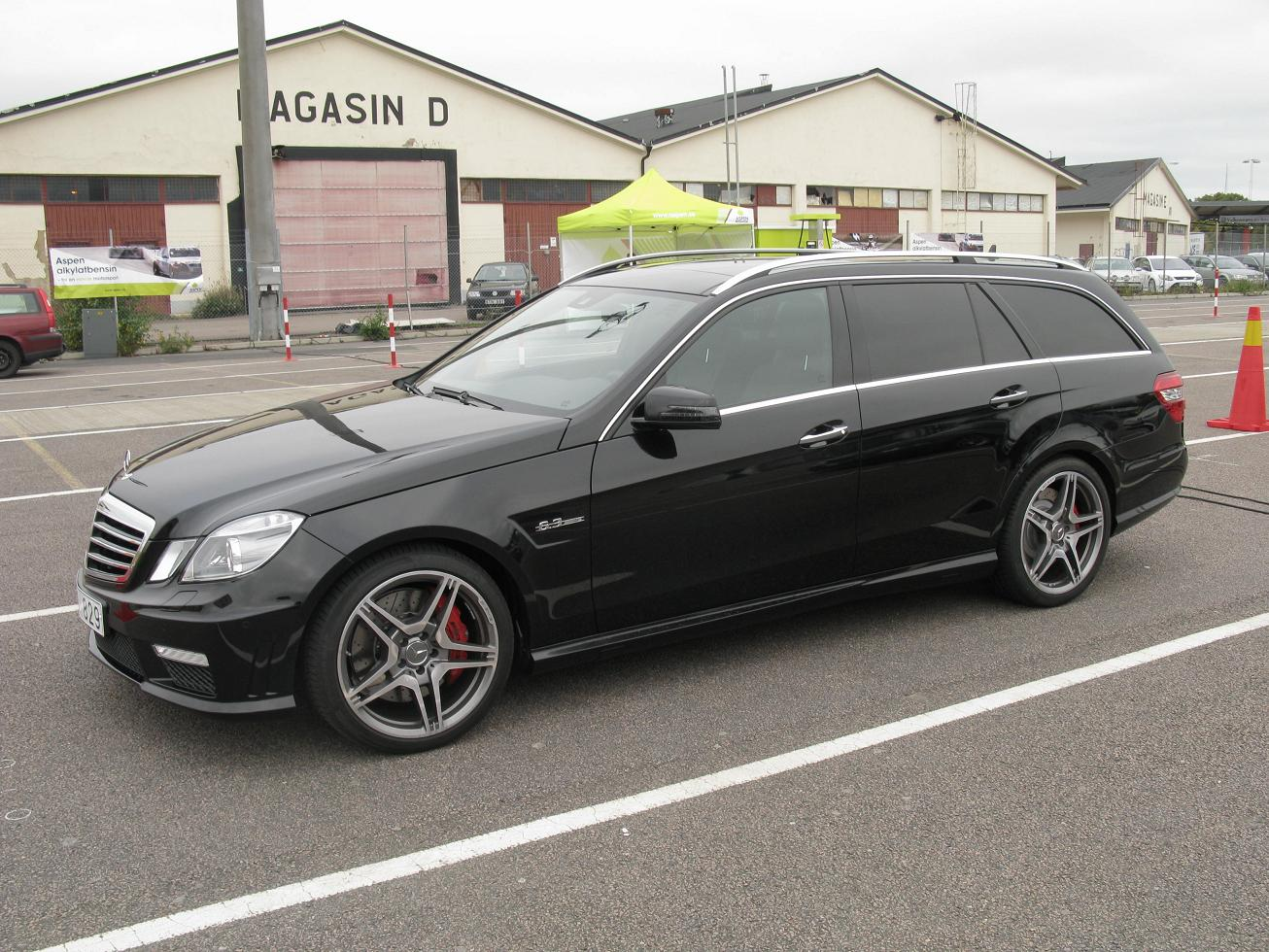
Mercedes-Benz E63T AMG

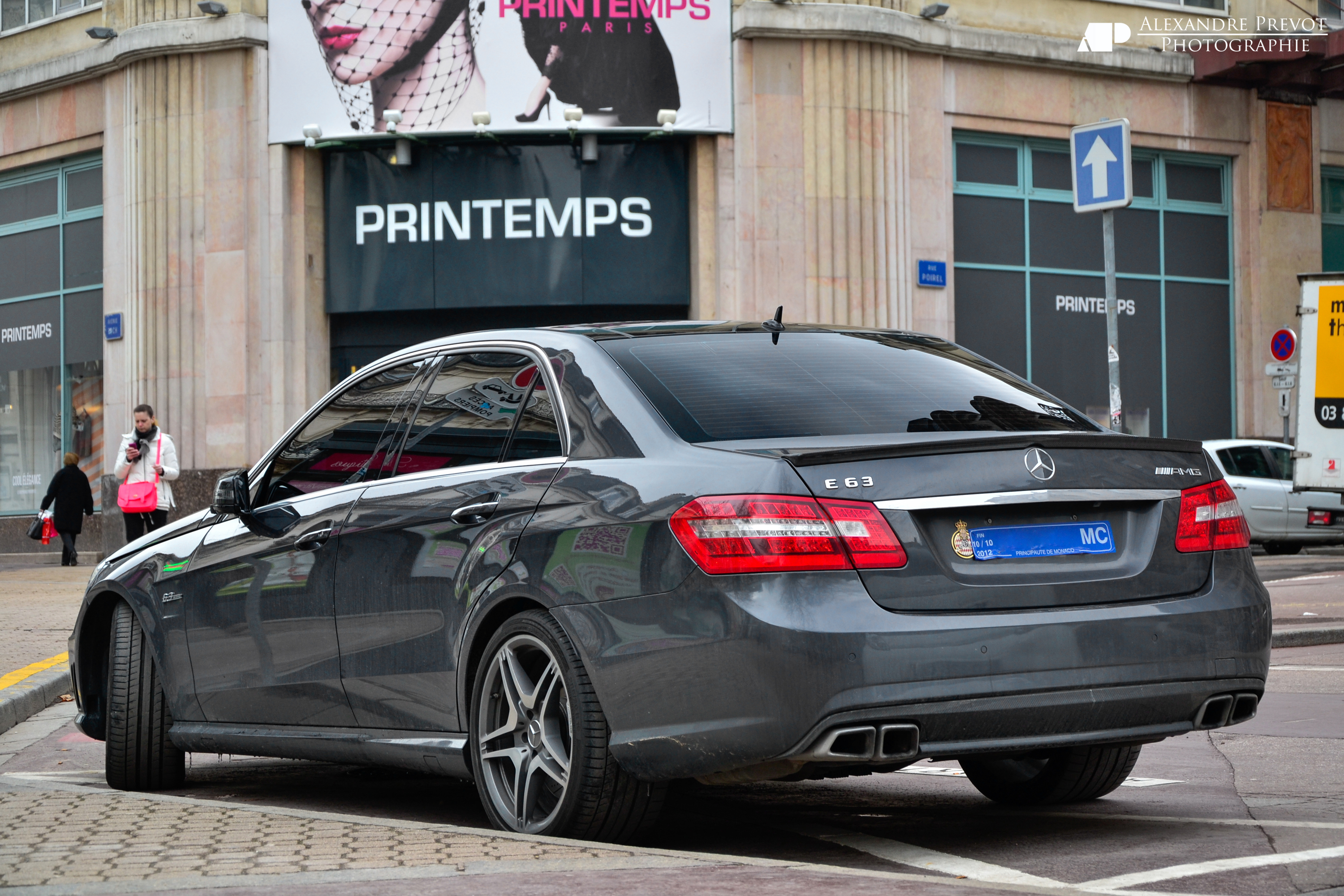
Mercedes-Benz E63 AMG (2009-2013)

Світова прем'єра автомобіля відбулася на автосалоні в Нью-Йорку.
Під капотом «зарядженого» седана встановлена 6,2 - літрова бензинова «вісімка», потужністю 525 к.с. і обертовим моментом 630 Нм при 5200 об/хв. Мотор агрегатується з 7-ступінчастою автоматичною коробкою передач AMG Speedshift MCT. Її основною особливістю є те, що замість звичайного гідротрансформатора тут використовується багатодискове «мокре» зчеплення.
До 100 км/год автомобіль розганяється за 4,5 с. Максимальна швидкість обмежена електронікою на позначці 250 км/год.
Для цього автомобіля була наново розроблена передня підвіска з негативним розвалом коліс, розширеної на 56 мм у порівнянні з базовою машинною колією, новими керманичами тягами і стабілізаторами поперечної стійкості, а також з модернізованими підшипниками коліс. Для задньої осі теж був змінений кут розвалу коліс і встановлений новий підрамник. Вперше для серійних Mercedes-Benz як опцію на E 63 AMG запропонували гальмівну систему з керамічними дисками.
У продажу на європейському ринку новинка з'явилася в вересні 2009 року.
Слідом за седаном вийшла версія з кузовом універсал. Однак для купе і кабріолета C/A207 AMG оголосила, що не буде створювати флагманську версію взамін колишнього CLK 63 AMG.

### Турбована версія E63 AMG
Навесні 2011 року була представлена оновлена версія «гарячої Е-шки», але цього разу не з атмосферним двигуном, а з 5,5 - літровою «бітурбо вісімкою». Потужність залишилася на колишньому рівні - 518 к.с., а крутний момент зріс у порівнянні з «атмосферником» з 630 до 700 Нм. При установці комплекту доопрацювань AMG Performance Package потужність і крутний момент стають рівними 550 к.с. і 800 Нм відповідно. Варто відзначити, що пік крутного моменту завдяки двом турбінам припадає на зону з 1700 до 5000 об/хв, замість піку при 5200 об/хв у атмосферній «вісімці. Розгін до «сотні» займає 4,4 с, а з пакетом AMG Performance Package - 4,3 с. Максимальна швидкість становить 250 і 300 км/год для звичайної версії і з встановленим AMG Performance Package відповідно.

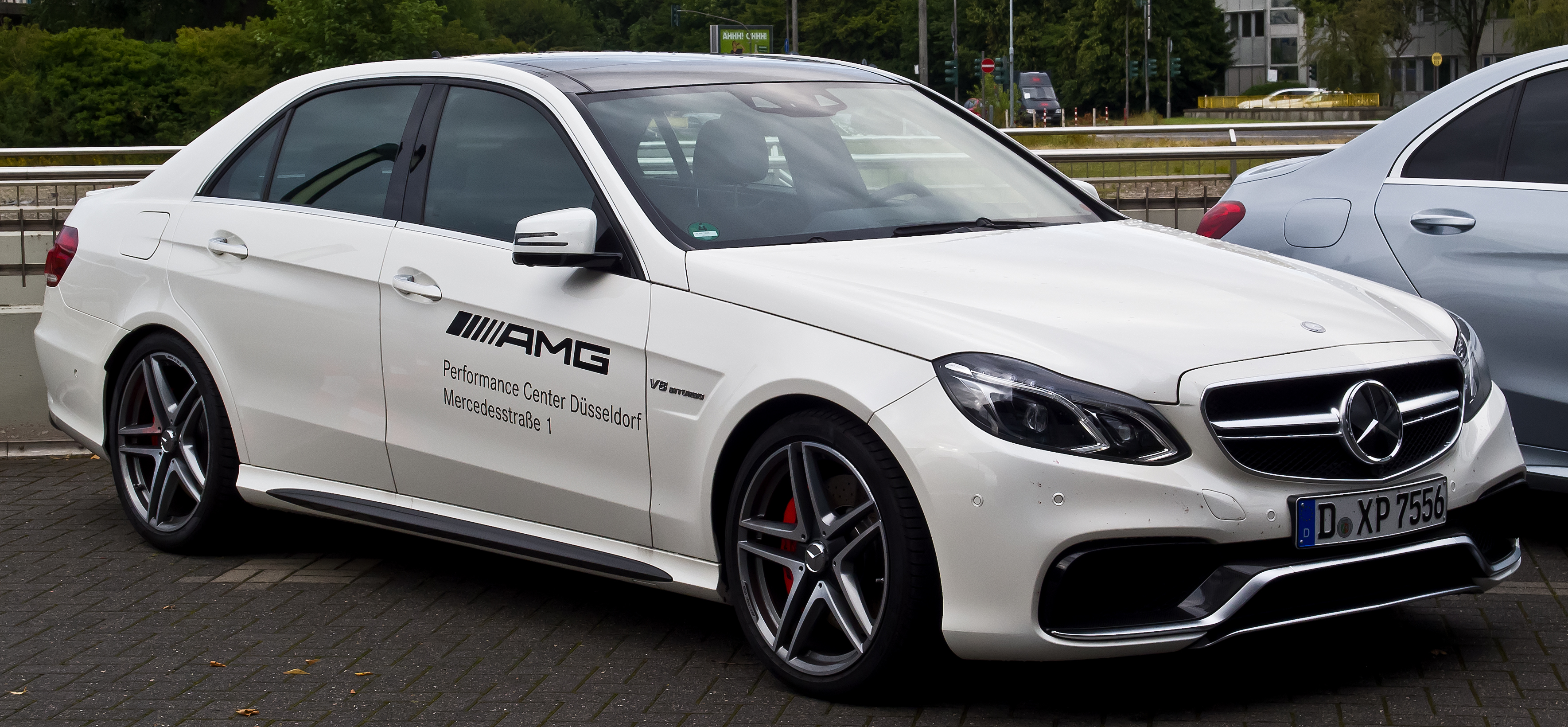
Mercedes-Benz E63 AMG (з 2013)

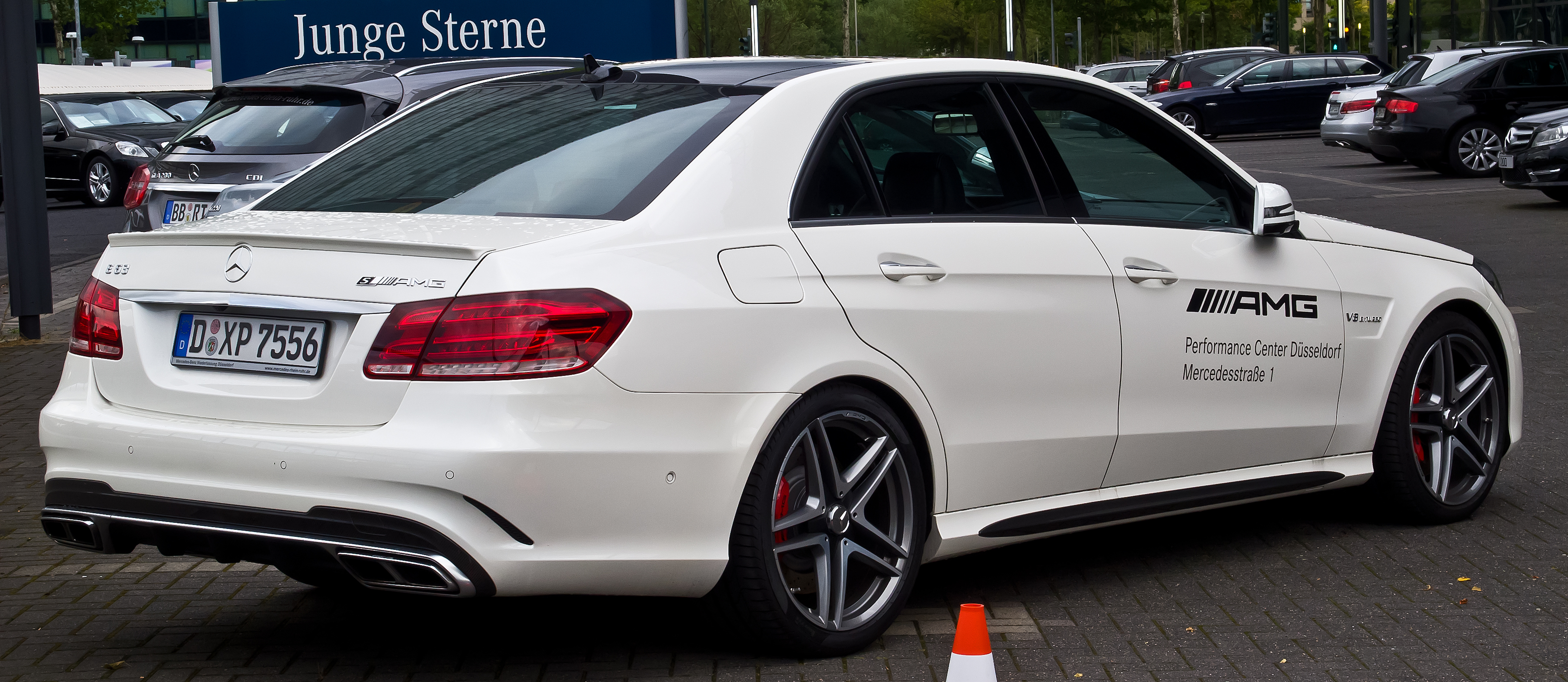
Mercedes-Benz E63 AMG S (з 2013)

Оновлений Е 63 AMG може похвалитися також семиступінчастим «автоматом» AMG SpeedShift MCT зі зчепленням замість гідротрансформатора. На автомобілі також встановлюється система start/stop і адаптивна підвіска з трьома режимами роботи.

### Фейсліфт 2013
В березні 2013 року модель модернізували, автомобіль отримав оновлення, такі ж як базова модель Mercedes-Benz W212.

## Mercedes-AMG W213 (2016—2023)

### E43 AMG

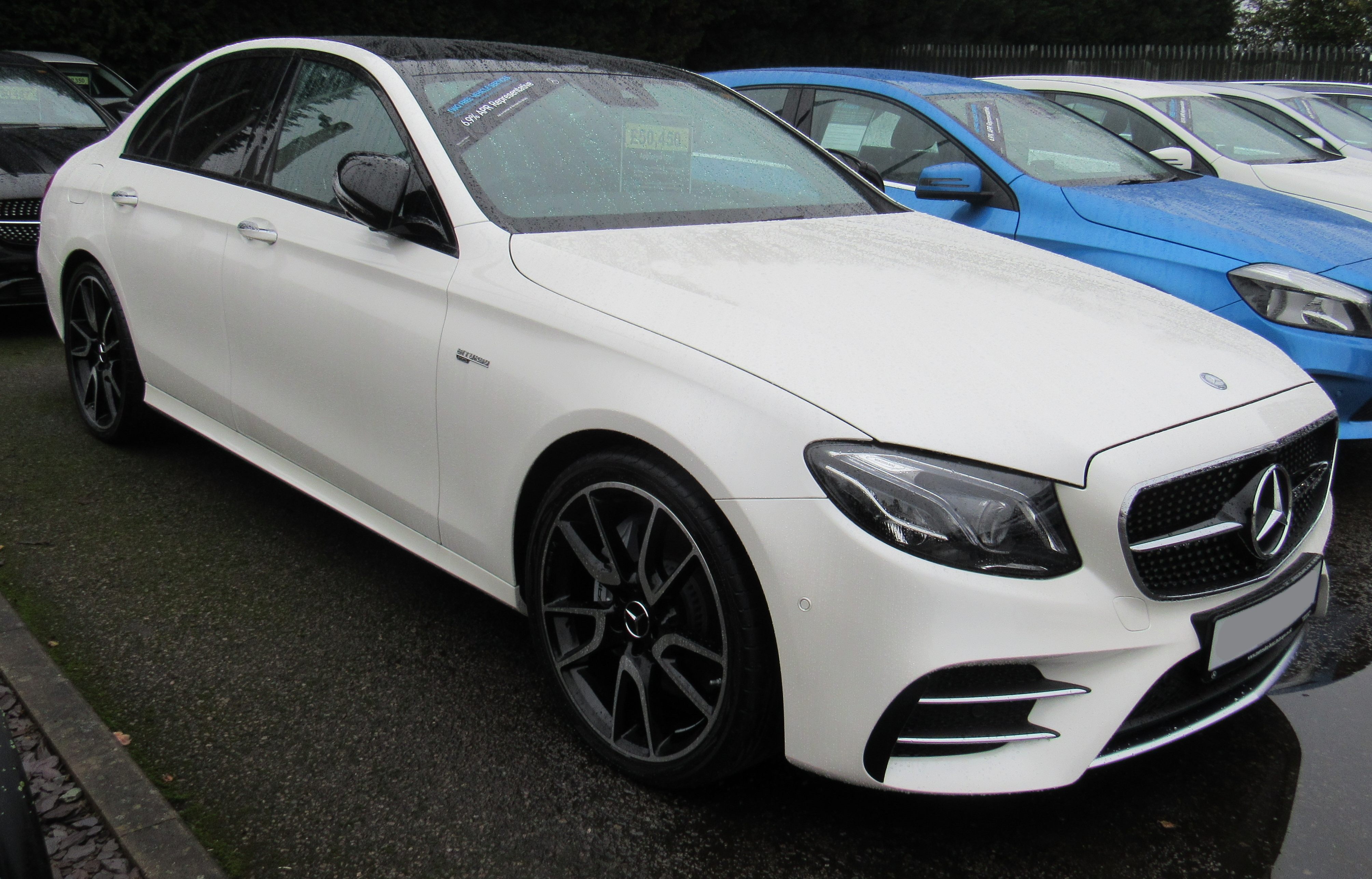
Mercedes-AMG E43 Premium+ 4MATIC (W213)

Навесні 2016 року компанія представила Mercedes-Benz E43 AMG. Автомобіль оснащений допрацьованим трилітровим (2996 см3) двигуном V6 з двома турбокомпресорами, який розвиває 401 к.с. потужності при 6100 об/хв і 520 Нм крутного моменту, доступних вже при 2500 оборотах на хвилину. Силовий агрегат працює в парі з дев'ятиступеневою автоматичною коробкою передач і системою постійного повного приводу 4Matic, яка розподіляє тягу в співвідношенні 31:69 на користь задньої осі. Автомобіль також оснащений адаптивною пневмопідвіскою AIR BODY CONTROL, системою вибору режимів руху AMG Dynamic Select з попередньо встановленими Eco, Comfort, Sport, Sport Plus і Individual, посиленими гальмами (з дисками діаметром 360 мм) і перенастроєним під спортивну їзду підсилювачем керма. Маса автомобіля без водія і заповненим на 90% паливним баком становить 1765 кг. Розгін з 0 до 100 км/год складає 4,6 секунди. Максимальна швидкість обмежена електронікою на позначці в 250 км/год.
У червні 2016 року була представлена версія E43 AMG в кузові універсал. Автомобіль оснащується тим же двигуном і тією ж трансмісією, завдяки чому швидкість його розгону з 0 до 100 км/год складає 4,7 секунди, а максимальна швидкість обмежена на позначці в 250 км/год. Маса автомобіля складає 1855 кг (без водія і з заповненим на 90% паливним баком). Продажі моделі розпочалися 14 вересня 2016 року, з доставкою клієнтам в грудні того ж року.

### E63 AMG

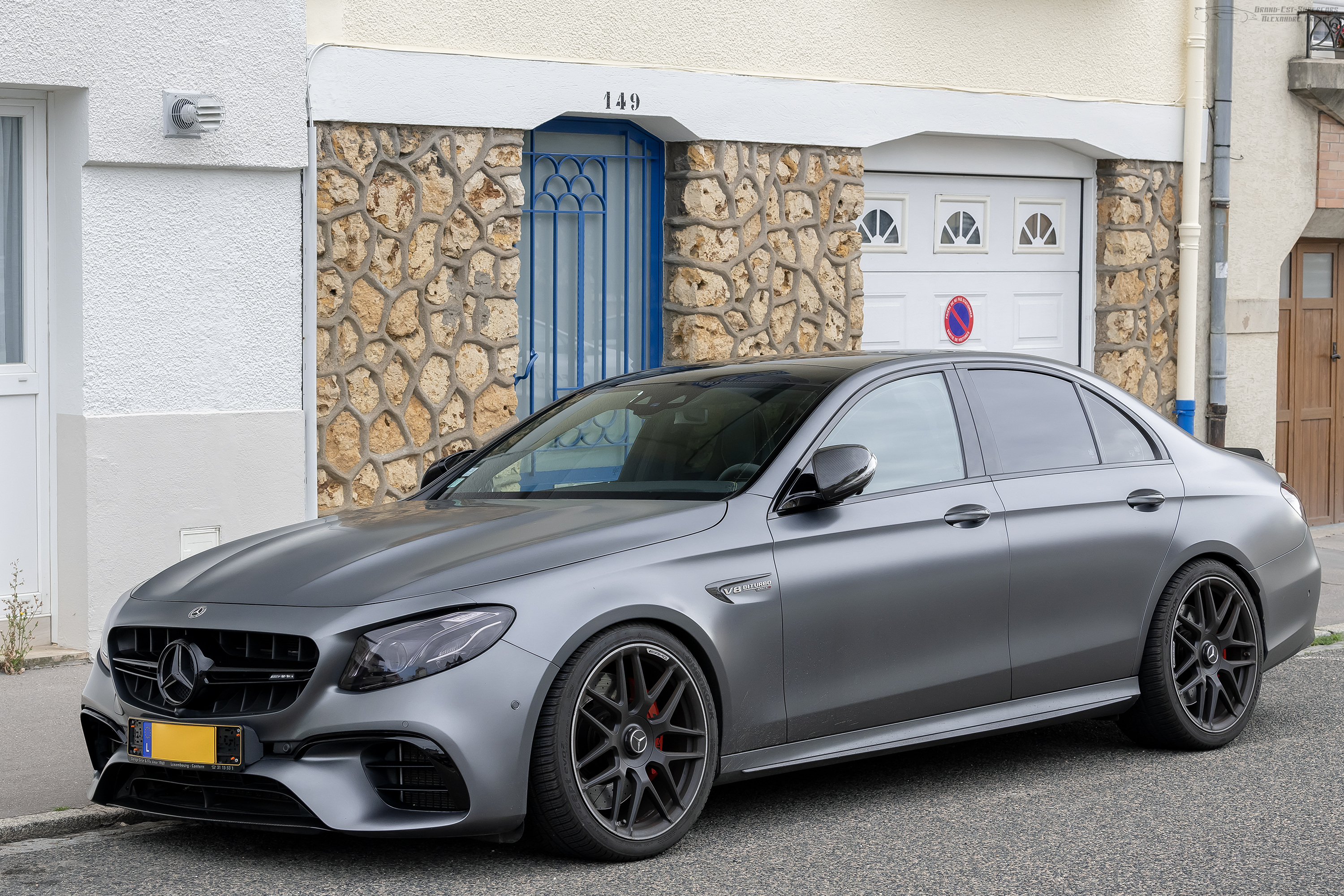
Mercedes-AMG E63S 4Matic+ (W213)

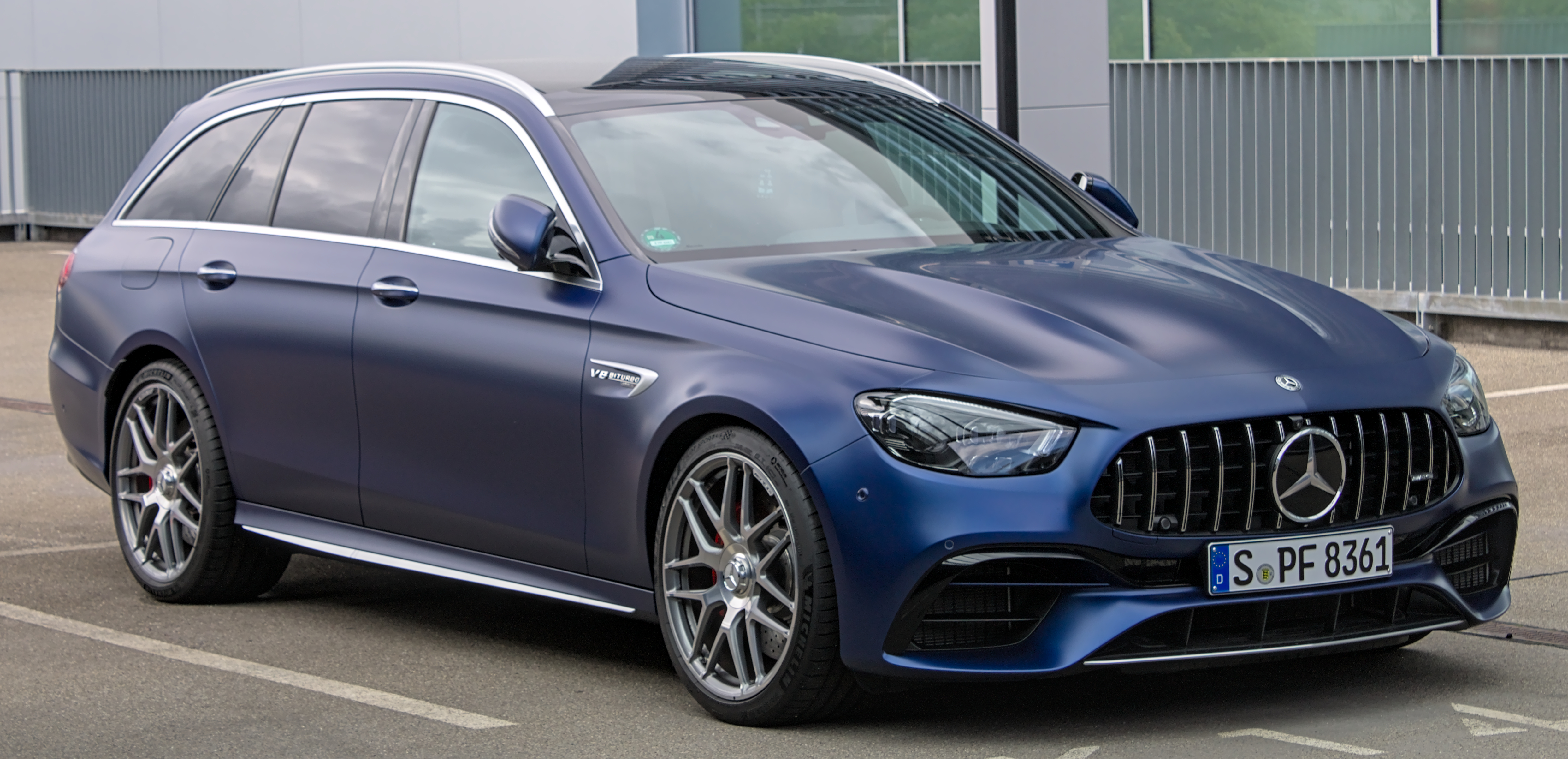
Mercedes-AMG E63S 4Matic+ (S213)

У листопаді 2016 року компанія Мерседес-Бенц представила на автосалоні в Лос-Анджелесі спортивні модифікації седана W213 від підрозділу Mercedes-AMG. Автомобілі, як і раніше, доступні для покупки в двох модифікаціях: E63 і E63 S. Перший варіант комплектується вдосконаленим 4,0-літровим бітурбірованним бензиновим двигуном V8 потужністю 571 к.с. (420 кВт) і 750 Нм крутного моменту. Версія з приставкою S має підвищену потужністю 612 к.с. (450 кВт) і 850 Нм крутного моменту. Розгін до 100 км/год займає 3,5 секунди для E63 AMG і 3,4 секунди для E63 AMG S. В кузові універсал ці значення рівні 3,6 і 3,5 секунд відповідно. Максимальна швидкість обмежена електронікою на позначці в 250 км/год, але може бути збільшена до 300 км (290 для універсалу) на годину при установці опціонального пакета AMG Driver's package. В обох версіях двигун працює спільно з дев'ятиступеневою роботизованою коробкою передач AMG Speedshift з мокрим багатодисковим зчепленням замість гідротрансформатора.
У червні 2020 року Mercedes-AMG представив оновлені седан та універсал E 63.

### E53 AMG

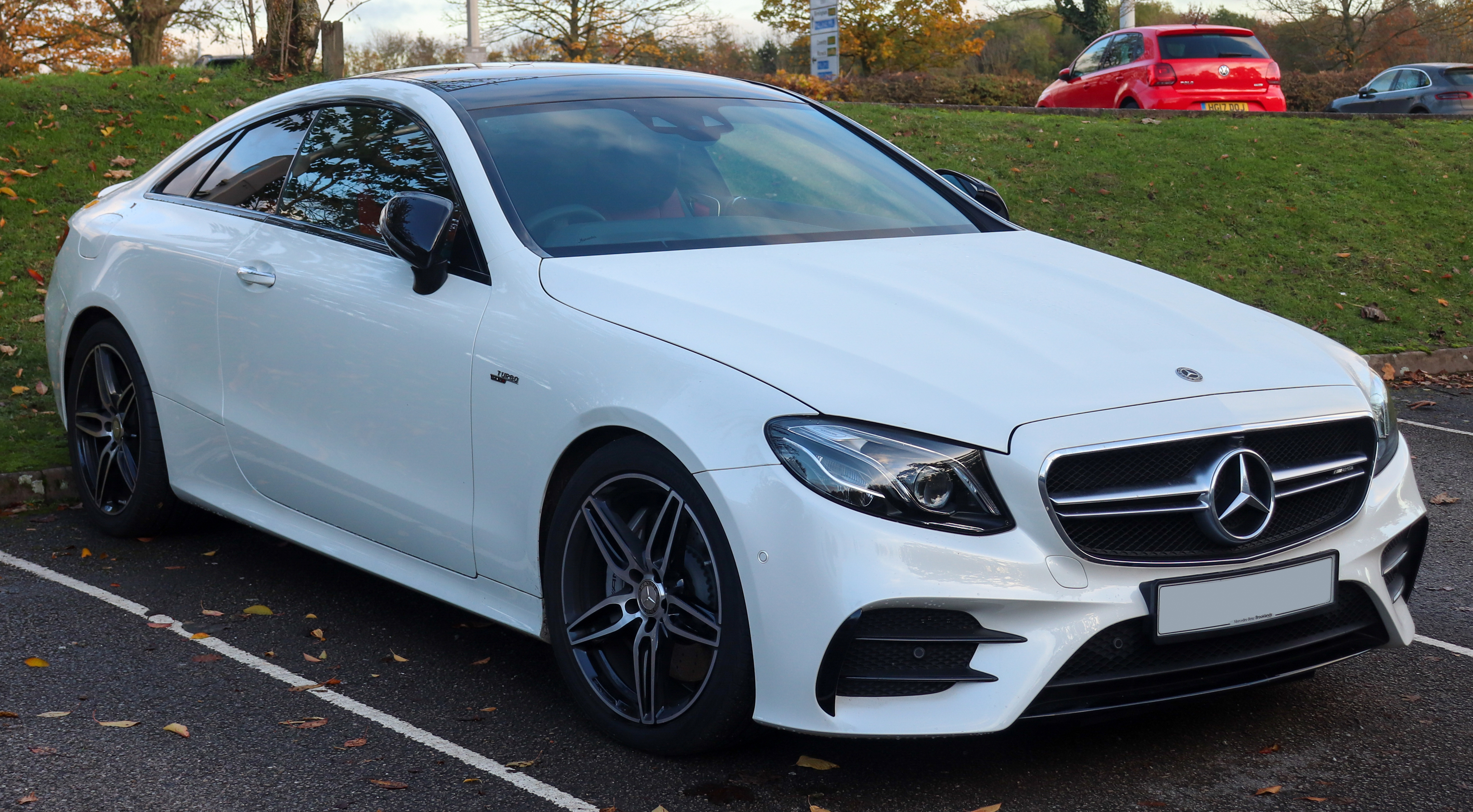
Mercedes-AMG E53 Coupe (C238)

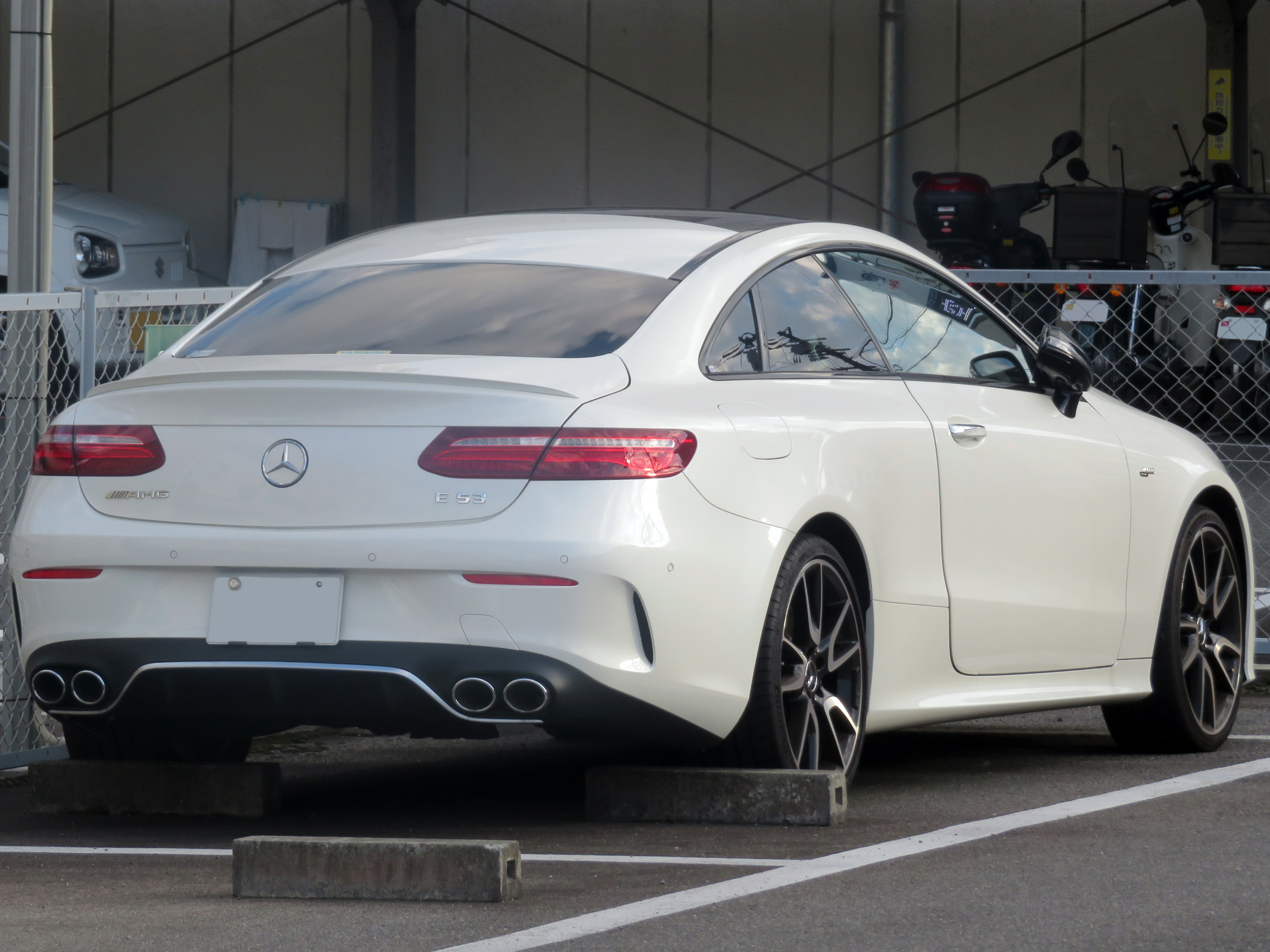
Mercedes-AMG E53 Coupe (C238)

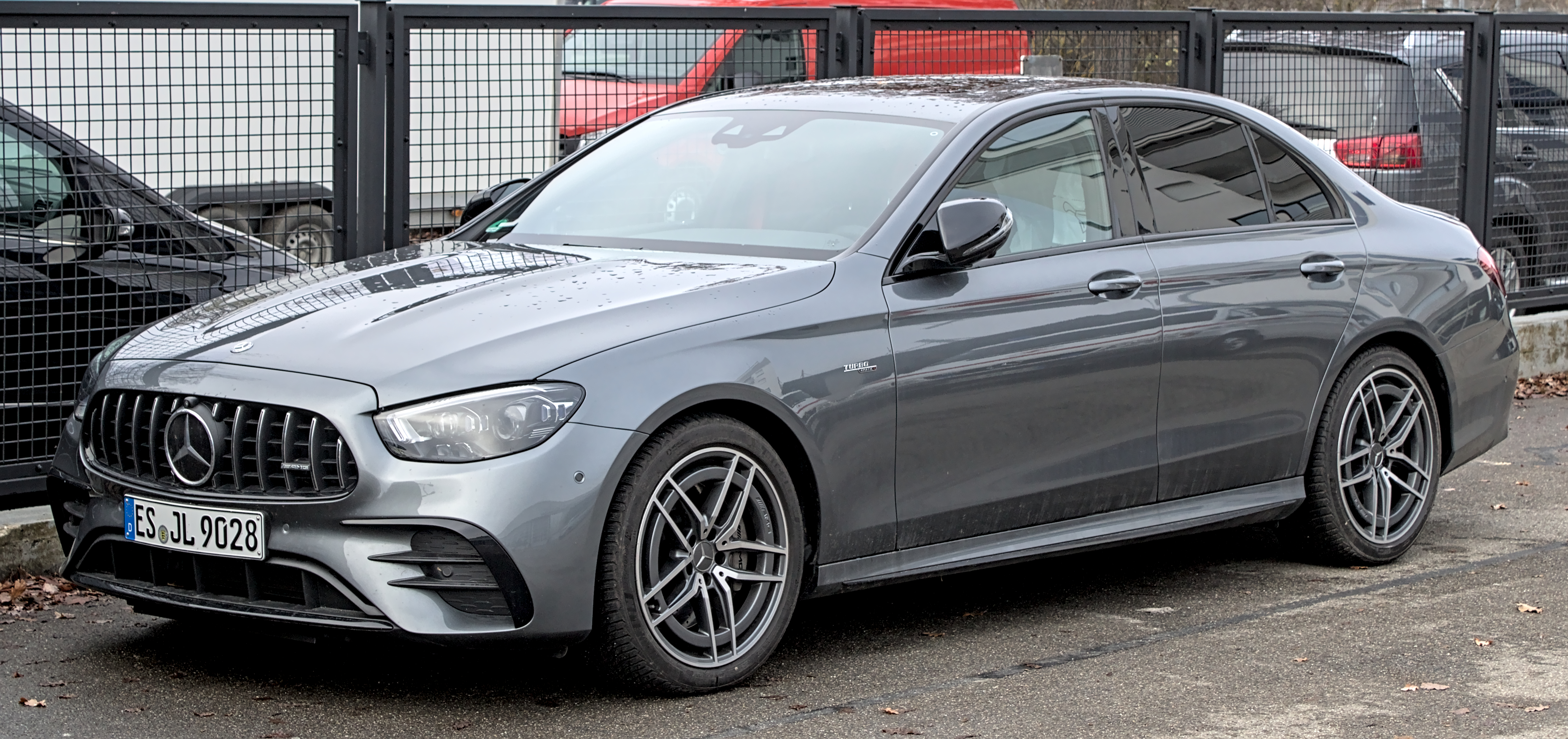
Mercedes-AMG E53 (W213)

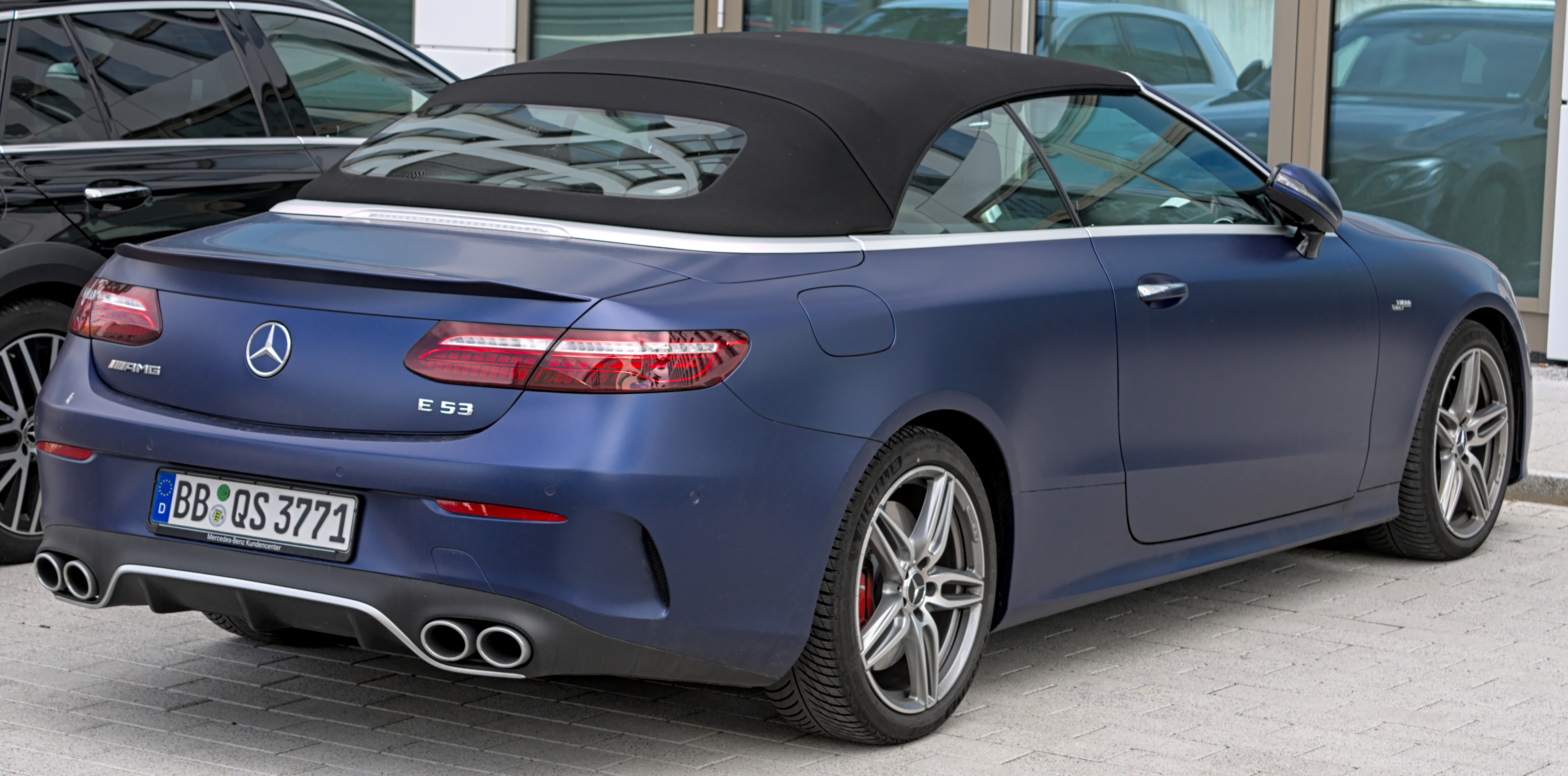
Mercedes-AMG E53 Cabrio (A238)

В рамках Північноамериканського міжнародного автосалону, що проходив в Детройті в січні 2018 року відбувся дебют автомобілів в кузові купе і кабріолет з індексом E53. Маса купе становить 1895 кг, кабріолета - 1980 кг. Обидва автомобілі оснастили рядним шестициліндровим двигуном M256 нового покоління, в оснащенні якого присутні турбокомпресор і електричний нагнітач, призначення якого - ліквідувати турбояму. Максимальна потужність силового агрегату становить 429 к.с. при 6100 об/хв, крутний момент дорівнює 520 Нм при 1800-5800 об/хв. Двигун інтегрований з гібридною системою EQ Boost, яка представляє собою розташований на «хвості» колінвалу стартер-генератор, що працює від 48-вольтової електросистеми (з такою ж напругою працюють акумулятор і навісне обладнання автомобіля). Даний агрегат здатний додавати до потужності автомобіля 22 кінські сили і 250 Нм крутного моменту, а також допомагає в перші секунди розгону. Крім того, він здатний глушити і швидко запускати двигун внутрішнього згоряння під час руху. В результаті розгін автомобіля згідно специфікацій виробника від 0 до 100 км/год складає 4,4 секунди для кабріолета і 4,3 секунди для купе. Максимальна швидкість обмежена електронно на позначці в 250 км/год (при замовленні пакета AMG Driver's даний обмежувач зсувається до 270 км/год).
Пізніше модель з'явилась в кузові седан і універсал.

## Mercedes-AMG W214 (з 2024)

### E53 AMG

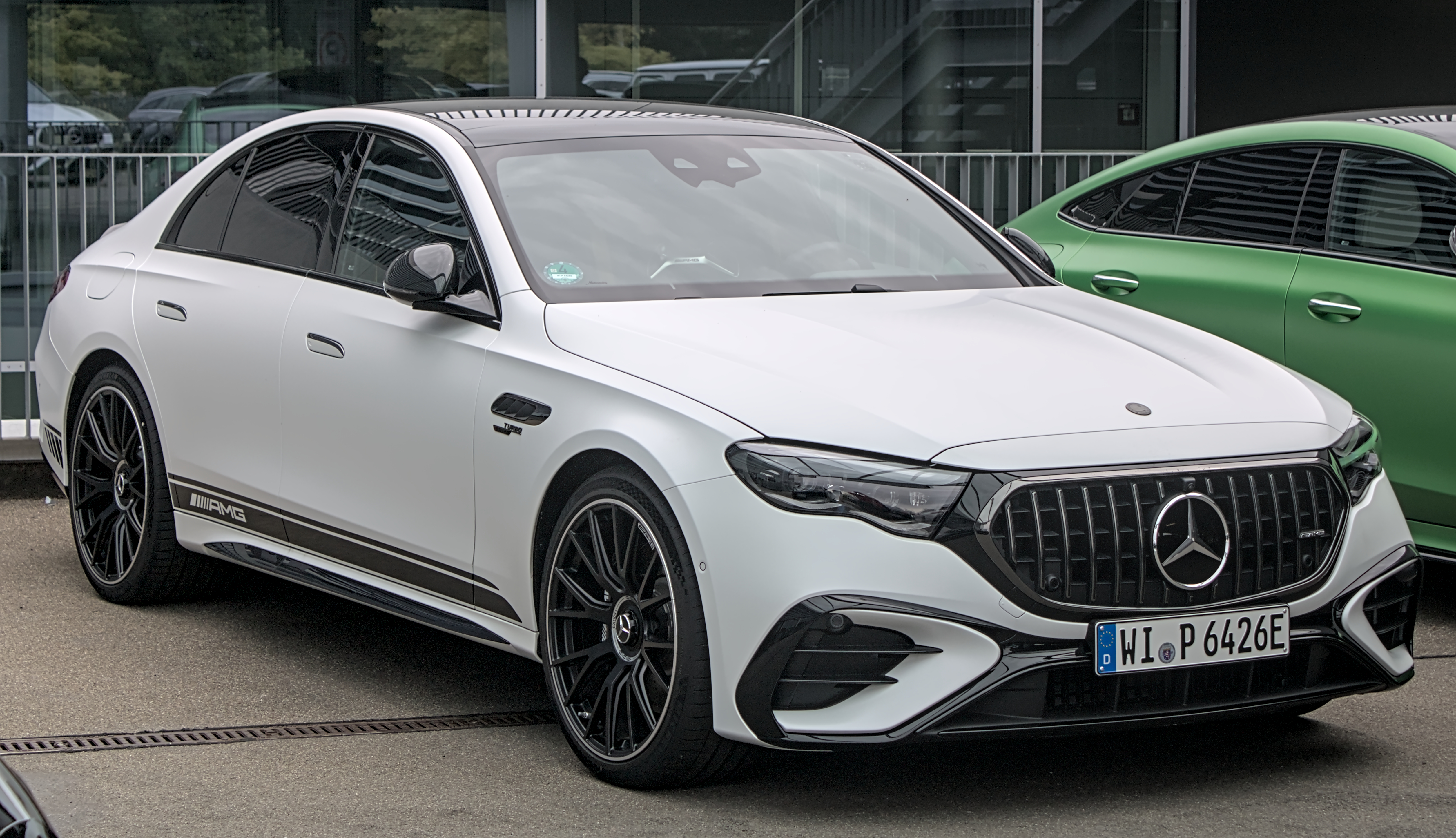
Mercedes-AMG E 53 (W214)

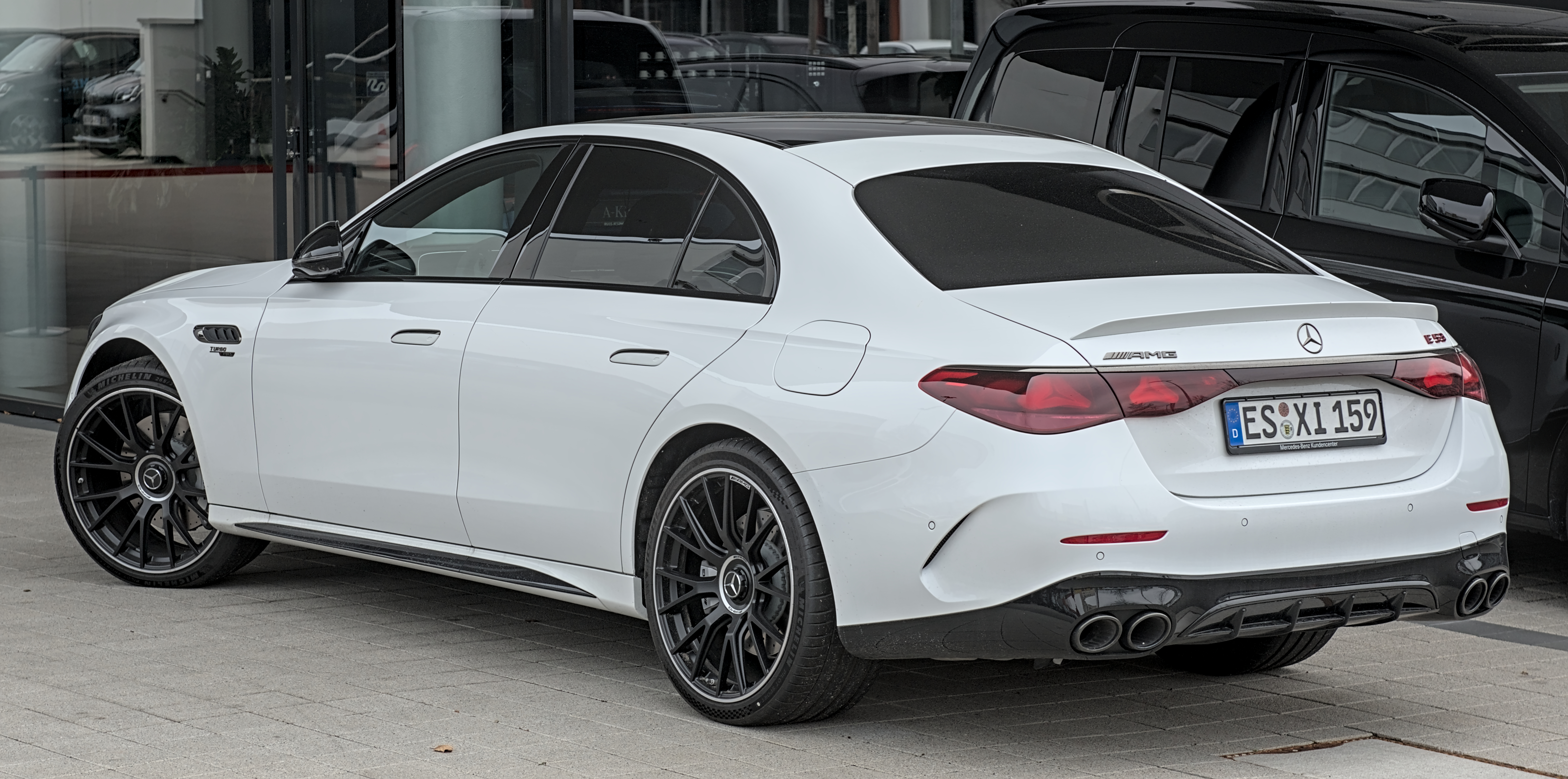

Навесні 2024 року компанія представила Mercedes-Benz E53 AMG.
Гібридна система включає 3,0-літровий шестициліндровий двигун потужністю 443 к.с. і єдиний електродвигун потужністю 161 к.с, інтегрований у коробку передач AMG Speedshift TCT 9G. Сукупна потужність становить 577 к.с. і 750 Нм крутного моменту, які передаються на всі чотири колеса через повністю змінну систему 4Matic+. Однак додатковий пакет AMG Dynamic Plus розкриває 603 к.с, коли ввімкнено режим Race Start на системі запуску.